# Liste des mammifères à Gibraltar
Pour des articles plus généraux, voir Liste des mammifères au Royaume-Uni et Faune à Gibraltar.

Carte topographique de Gibraltar.

Localisation de Gibraltar en Europe.

Cette liste commentée recense la mammalofaune à Gibraltar. Elle répertorie les espèces de mammifères gibraltariens actuels et celles qui ont été récemment classifiées comme éteintes (à partir de l'Holocène, depuis donc 11 700 ans av. J.‑C.). Cette liste comporte 51 espèces réparties en huit ordres et vingt familles, dont une est « en danger critique d'extinction », quatre sont « en danger », une est « vulnérable », cinq sont « quasi menacées » et sept ont des « données insuffisantes » pour être classées (selon les critères de la liste rouge de l'UICN au niveau mondial).
Elle contient au moins cinq espèces introduites sur ce territoire, qui sont plus ou moins bien acclimatées. Il peut contenir aussi dans cette liste des animaux non reconnus par la liste rouge de l'UICN (aucun mammifère ici) et ils sont classés en « non évalué » : cela étant dû notamment au manque de données et à des espèces domestiques, disparues ou éteintes avant le XVIe siècle. Il n'existe pas à Gibraltar d'espèces et de sous-espèces de mammifères endémiques.

## Statuts de la liste rouge de l'UICN
Les statuts de conservation utilisés par la liste rouge de l'UICN mondiale sont :
| (EX) | Éteint                  | Il n'y a pas le moindre doute sur le fait que le dernier spécimen recensé est mort.                                                                   |
| (EW) | Éteint à l'état sauvage | L'espèce est connue uniquement en captivité ou en tant que population naturalisée bien en dehors de son ancienne aire de répartition.                 |
| (CR) | En danger critique      | L'espèce risque prochainement de s'éteindre à l'état sauvage.                                                                                         |
| (EN) | En danger               | L'espèce fait face à un très gros risque d'extinction à l'état sauvage.                                                                               |
| (VU) | Vulnérable              | L'espèce fait face à un gros risque d'extinction à l'état sauvage.                                                                                    |
| (NT) | Quasi menacé            | L'espèce ne satisfait pas un ou plusieurs des critères prévus qui permettraient de la catégoriser, mais pourrait risquer de s'éteindre dans le futur. |
| (LC) | Préoccupation mineure   | Il n'y a pas de risque identifiable pour l'espèce. |
| (DD) | Données insuffisantes   | Il n'y a pas d'information adéquate qui permettraient de faire une évaluation des risques pour cette espèce.                                          |
| (NE) | Non évalué              | L'espèce n'a pas encore été confrontée aux critères précédents, n'est pas reconnue par l'UICN ou bien s'est éteinte avant le XVIe siècle.             |

## Ordre:Primates

### Famille:Cercopithécidés
| Nom binominal, nom vulgaire et citation d'auteurs      | Nom vulgaire anglais (langue officielle de Gibraltar) | Origine et statut à Gibraltar | Aire de répartition                        | Statut UICN mondial | Image               |
| ------------------------------------------------------ | ----------------------------------------------------- | ----------------------------- | ------------------------------------------ | ------------------- | ------------------- |
| Macaca sylvanus (Macaque de Barbarie) (Linnaeus, 1758) | Barbary macaque                                       | Allochtone (Introduit),       | Aire de répartition du Macaque de Barbarie | [ 2 ]               | Macaque de Barbarie |

### Famille:Hominidés
| Nom binominal, nom vulgaire et citation d'auteurs | Nom vulgaire anglais (langue officielle de Gibraltar) | Origine et statut à Gibraltar | Aire de répartition                    | Statut UICN mondial | Image         |
| ------------------------------------------------- | ----------------------------------------------------- | ----------------------------- | -------------------------------------- | ------------------- | ------------- |
| Homo sapiens (Homme moderne) Linnaeus, 1758       | Human                                                 | Autochtone,                   | Aire de répartition de l'Homme moderne | [ 3 ]               | Homme moderne |

## Ordre:Lagomorphes

### Famille:Léporidés
| Nom binominal, nom vulgaire et citation d'auteurs         | Nom vulgaire anglais (langue officielle de Gibraltar) | Origine et statut à Gibraltar | Aire de répartition                     | Statut UICN mondial | Image            |
| --------------------------------------------------------- | ----------------------------------------------------- | ----------------------------- | --------------------------------------- | ------------------- | ---------------- |
| Oryctolagus cuniculus (Lapin de garenne) (Linnaeus, 1758) | European rabbit                                       | Autochtone                    | Aire de répartition du Lapin de garenne | [ 4 ]               | Lapin de garenne |

## Ordre:Rodentiens

### Famille:Cricétidés
| Nom binominal, nom vulgaire et citation d'auteurs | Nom vulgaire anglais (langue officielle de Gibraltar) | Origine et statut à Gibraltar | Aire de répartition               | Statut UICN mondial | Image      |
| ------------------------------------------------- | ----------------------------------------------------- | ----------------------------- | --------------------------------- | ------------------- | ---------- |
| Ondatra zibethicus (Rat musqué) (Linnaeus, 1766)  | Muskrat                                               | Allochtone (Introduit)        | Aire de répartition du Rat musqué | [ 5 ]               | Rat musqué |

### Famille:Muridés
| Nom binominal, nom vulgaire et citation d'auteurs   | Nom vulgaire anglais (langue officielle de Gibraltar) | Origine et statut à Gibraltar | Aire de répartition                    | Statut UICN mondial | Image        |
| --------------------------------------------------- | ----------------------------------------------------- | ----------------------------- | -------------------------------------- | ------------------- | ------------ |
| Mus musculus (Souris grise) Linnaeus, 1758          | House mouse                                           | Allochtone (Introduit),       | Aire de répartition de la Souris grise | [ 6 ]               | Souris grise |
| Rattus norvegicus (Rat surmulot) (Berkenhout, 1769) | Brown rat                                             | Allochtone (Introduit),       | Aire de répartition du Rat surmulot    | [ 9 ]               | Rat surmulot |
| Rattus rattus (Rat noir) (Linnaeus, 1758)           | Black rat                                             | Allochtone (Introduit),       | Aire de répartition du Rat noir        | [ 10 ]              | Rat noir     |

## Ordre:Soricomorphes

### Famille:Soricidés
| Nom binominal, nom vulgaire et citation d'auteurs     | Nom vulgaire anglais (langue officielle de Gibraltar) | Origine et statut à Gibraltar | Aire de répartition                         | Statut UICN mondial | Image             |
| ----------------------------------------------------- | ----------------------------------------------------- | ----------------------------- | ------------------------------------------- | ------------------- | ----------------- |
| Crocidura russula (Crocidure musette) (Hermann, 1780) | Greater white-toothed shrew                           | Autochtone                    | Aire de répartition de la Crocidure musette | [ 11 ]              | Crocidure musette |

## Ordre:Chiroptères

### Famille:Molossidés
| Nom binominal, nom vulgaire et citation d'auteurs         | Nom vulgaire anglais (langue officielle de Gibraltar) | Origine et statut à Gibraltar | Aire de répartition                       | Statut UICN mondial | Image              |
| --------------------------------------------------------- | ----------------------------------------------------- | ----------------------------- | ----------------------------------------- | ------------------- | ------------------ |
| Tadarida teniotis (Molosse de Cestoni) (Rafinesque, 1814) | European free-tailed bat                              | Autochtone                    | Aire de répartition du Molosse de Cestoni | [ 12 ]              | Molosse de Cestoni |

### Famille:Rhinolophidés
| Nom binominal, nom vulgaire et citation d'auteurs             | Nom vulgaire anglais (langue officielle de Gibraltar) | Origine et statut à Gibraltar | Aire de répartition                       | Statut UICN mondial | Image              |
| ------------------------------------------------------------- | ----------------------------------------------------- | ----------------------------- | ----------------------------------------- | ------------------- | ------------------ |
| Rhinolophus euryale (Rhinolophe euryale) Blasius, 1853        | Mediterranean horseshoe bat                           | Autochtone (Disparu),         | Aire de répartition du Rhinolophe euryale | [ 13 ]              | Rhinolophe euryale |
| Rhinolophus ferrumequinum (Grand Rhinolophe) (Schreber, 1774) | Greater horseshoe bat                                 | Autochtone (Disparu)          | Aire de répartition du Grand Rhinolophe   | [ 14 ]              | Grand Rhinolophe   |
| Rhinolophus hipposideros (Petit Rhinolophe) (Bechstein, 1800) | Lesser horseshoe bat                                  | Autochtone (Disparu)          | Aire de répartition du Petit Rhinolophe   | [ 15 ]              | Petit Rhinolophe   |

### Famille:Vespertilionidés
| Nom binominal, nom vulgaire et citation d'auteurs                | Nom vulgaire anglais (langue officielle de Gibraltar) | Origine et statut à Gibraltar | Aire de répartition                             | Statut UICN mondial | Image                    |
| ---------------------------------------------------------------- | ----------------------------------------------------- | ----------------------------- | ----------------------------------------------- | ------------------- | ------------------------ |
| Miniopterus schreibersii (Minioptère de Schreibers) (Kuhl, 1817) | Common bent-wing bat                                  | Autochtone                    | Aire de répartition du Minioptère de Schreibers | [ 16 ]              | Minioptère de Schreibers |
| Myotis bechsteinii (Murin de Bechstein) (Kuhl, 1817)             | Bechstein's bat                                       | Autochtone                    | Aire de répartition du Murin de Bechstein       | [ 17 ]              | Murin de Bechstein       |
| Myotis daubentonii (Murin de Daubenton) (Kuhl, 1817)             | Daubenton's bat                                       | Autochtone                    | Aire de répartition du Murin de Daubenton       | [ 18 ]              | Murin de Daubenton       |
| Myotis myotis (Grand Murin) (Borkhausen, 1797)                   | Greater mouse-eared bat                               | Autochtone (Disparu)          | Aire de répartition du Grand Murin              | [ 19 ]              | Grand Murin              |
| Myotis nattereri (Murin de Natterer) (Kuhl, 1817)                | Natterer's bat                                        | Autochtone                    | Aire de répartition du Murin de Natterer        | [ 20 ]              | Murin de Natterer        |
| Eptesicus isabellinus (Sérotine isabelle) (Temminck, 1840)       | Meridional serotine                                   | Autochtone                    | Aire de répartition de la Sérotine isabelle     | [ 21 ]              | Illustration manquante   |
| Eptesicus serotinus (Sérotine commune) (Schreber, 1774)          | Serotine bat                                          | Autochtone                    | Aire de répartition de la Sérotine commune      | [ 22 ]              | Sérotine commune         |
| Pipistrellus kuhlii (Pipistrelle de Kuhl) (Kuhl, 1817)           | Kuhl's pipistrelle                                    | Autochtone                    | Aire de répartition de la Pipistrelle de Kuhl   | [ 23 ]              | Pipistrelle de Kuhl      |
| Pipistrellus pipistrellus (Pipistrelle commune) (Schreber, 1774) | Common pipistrelle                                    | Autochtone                    | Aire de répartition de la Pipistrelle commune   | [ 24 ]              | Pipistrelle commune      |
| Pipistrellus pygmaeus (Pipistrelle pygmée) (Leach, 1825)         | Soprano pipistrelle                                   | Autochtone                    | Aire de répartition de la Pipistrelle pygmée    | [ 25 ]              | Pipistrelle pygmée       |
| Plecotus austriacus (Oreillard gris) (J. Fischer, 1829)          | Grey long-eared bat                                   | Autochtone                    | Aire de répartition de l'Oreillard gris         | [ 26 ]              | Oreillard gris           |

## Ordre:Cétacés

### Famille:Balænoptéridés
| Nom binominal, nom vulgaire et citation d'auteurs            | Nom vulgaire anglais (langue officielle de Gibraltar) | Origine et statut à Gibraltar | Aire de répartition                        | Statut UICN mondial | Image            |
| ------------------------------------------------------------ | ----------------------------------------------------- | ----------------------------- | ------------------------------------------ | ------------------- | ---------------- |
| Balaenoptera acutorostrata (Baleine de Minke) Lacépède, 1804 | Common minke whale                                    | Autochtone                    | Aire de répartition de la Baleine de Minke | [ 27 ]              | Baleine de Minke |
| Balaenoptera borealis (Rorqual boréal) Lesson, 1828          | Sei whale                                             | Peut-être autochtone,         | Aire de répartition du Rorqual boréal      | [ 28 ]              | Rorqual boréal   |
| Balaenoptera brydei (Rorqual de Bryde) Olsen, 1913           | Rorcual de Bryde                                      | Peut-être autochtone,         | Aire de répartition du Rorqual de Bryde    | [ 30 ]              | Rorqual de Bryde |
| Balaenoptera musculus (Rorqual bleu) (Linnaeus, 1758)        | Blue whale                                            | Peut-être autochtone,         | Aire de répartition du Rorqual bleu        | [ 31 ]              | Rorqual bleu     |
| Balaenoptera physalus (Rorqual commun) (Linnaeus, 1758)      | Fin whale                                             | Autochtone                    | Aire de répartition du Rorqual commun      | [ 32 ]              | Rorqual commun   |
| Megaptera novaeangliae (Baleine à bosse) (Borowski, 1781)    | Humpback whale                                        | Autochtone                    | Aire de répartition de la Baleine à bosse  | [ 33 ]              | Baleine à bosse  |

### Famille:Delphinidés
| Nom binominal, nom vulgaire et citation d'auteurs                  | Nom vulgaire anglais (langue officielle de Gibraltar) | Origine et statut à Gibraltar | Aire de répartition                                  | Statut UICN mondial | Image                         |
| ------------------------------------------------------------------ | ----------------------------------------------------- | ----------------------------- | ---------------------------------------------------- | ------------------- | ----------------------------- |
| Delphinus delphis (Dauphin commun à bec court) Linnaeus, 1758      | Short-beaked common dolphin                           | Autochtone                    | Aire de répartition du Dauphin commun à bec court    | [ 34 ]              | Dauphin commun à bec court    |
| Stenella coeruleoalba (Dauphin bleu et blanc) (Meyen, 1833)        | Striped dolphin                                       | Autochtone                    | Aire de répartition du Dauphin bleu et blanc         | [ 35 ]              | Dauphin bleu et blanc         |
| Tursiops truncatus (Grand Dauphin commun) (Montagu, 1821)          | Common bottlenose dolphin                             | Autochtone                    | Aire de répartition du Grand Dauphin commun          | [ 36 ]              | Grand Dauphin commun          |
| Globicephala melas (Globicéphale noir) (Traill, 1809)              | Long-finned pilot whale                               | Autochtone                    | Aire de répartition du Globicéphale noir             | [ 37 ]              | Globicéphale noir             |
| Grampus griseus (Dauphin de Risso) (G. Cuvier, 1812)               | Risso's dolphin                                       | Autochtone                    | Aire de répartition du Dauphin de Risso              | [ 38 ]              | Dauphin de Risso              |
| Orcinus orca (Orque) (Linnaeus, 1758)                              | Killer whale                                          | Autochtone                    | Aire de répartition de l'Orque                       | [ 39 ]              | Orque                         |
| Pseudorca crassidens (Fausse Orque) (Owen, 1846)                   | False killer whale                                    | Autochtone                    | Aire de répartition de la Fausse Orque               | [ 40 ]              | Fausse Orque                  |
| Steno bredanensis (Sténo) (G. Cuvier in Lesson, 1828)              | Rough-toothed dolphin                                 | Peut-être autochtone          | Aire de répartition du Sténo                         | [ 41 ]              | Sténo                         |
| Lagenorhynchus acutus (Lagénorhynque à flancs blancs) (Gray, 1828) | Atlantic white-sided dolphin                          | Erratique,                    | Aire de répartition du Lagénorhynque à flancs blancs | [ 42 ]              | Lagénorhynque à flancs blancs |

### Famille:Phocœnidés
| Nom binominal, nom vulgaire et citation d'auteurs    | Nom vulgaire anglais (langue officielle de Gibraltar) | Origine et statut à Gibraltar | Aire de répartition                    | Statut UICN mondial | Image           |
| ---------------------------------------------------- | ----------------------------------------------------- | ----------------------------- | -------------------------------------- | ------------------- | --------------- |
| Phocoena phocoena (Marsouin commun) (Linnaeus, 1758) | Harbour porpoise                                      | Peut-être autochtone,         | Aire de répartition du Marsouin commun | [ 43 ]              | Marsouin commun |

### Famille:Physétéridés
| Nom binominal, nom vulgaire et citation d'auteurs      | Nom vulgaire anglais (langue officielle de Gibraltar) | Origine et statut à Gibraltar | Aire de répartition                    | Statut UICN mondial | Image           |
| ------------------------------------------------------ | ----------------------------------------------------- | ----------------------------- | -------------------------------------- | ------------------- | --------------- |
| Kogia breviceps (Cachalot pygmée) (Blainville, 1838)   | Pygmy sperm whale                                     | Peut-être autochtone,         | Aire de répartition du Cachalot pygmée | [ 44 ]              | Cachalot pygmée |
| Kogia sima (Cachalot nain) (Owen, 1866)                | Dwarf sperm whale                                     | Peut-être autochtone,         | Aire de répartition du Cachalot nain   | [ 45 ]              | Cachalot nain   |
| Physeter macrocephalus (Grand Cachalot) Linnaeus, 1758 | Sperm whale                                           | Autochtone                    | Aire de répartition du Grand Cachalot  | [ 46 ]              | Grand Cachalot  |

### Famille:Ziphiidés
| Nom binominal, nom vulgaire et citation d'auteurs             | Nom vulgaire anglais (langue officielle de Gibraltar) | Origine et statut à Gibraltar | Aire de répartition                               | Statut UICN mondial | Image                   |
| ------------------------------------------------------------- | ----------------------------------------------------- | ----------------------------- | ------------------------------------------------- | ------------------- | ----------------------- |
| Mesoplodon bidens (Mésoplodon de Sowerby) (Sowerby, 1804)     | Sowerby's beaked whale                                | Peut-être autochtone,         | Aire de répartition du Mésoplodon de Sowerby      | [ 47 ]              | Mésoplodon de Sowerby   |
| Ziphius cavirostris (Baleine à bec de Cuvier) G. Cuvier, 1823 | Cuvier's beaked whale                                 | Autochtone                    | Aire de répartition de la Baleine à bec de Cuvier | [ 48 ]              | Baleine à bec de Cuvier |

## Ordre:Artiodactyles

### Famille:Bovidés
| Nom binominal, nom vulgaire et citation d'auteurs | Nom vulgaire anglais (langue officielle de Gibraltar) | Origine et statut à Gibraltar | Aire de répartition                       | Statut UICN mondial | Image              |
| ------------------------------------------------- | ----------------------------------------------------- | ----------------------------- | ----------------------------------------- | ------------------- | ------------------ |
| Capra pyrenaica (Bouquetin ibérique) Schinz, 1838 | Spanish ibex                                          | Autochtone (Disparu)          | Aire de répartition du Bouquetin ibérique | [ 49 ]              | Bouquetin ibérique |

### Famille:Cervidés
| Nom binominal, nom vulgaire et citation d'auteurs         | Nom vulgaire anglais (langue officielle de Gibraltar) | Origine et statut à Gibraltar | Aire de répartition                       | Statut UICN mondial | Image              |
| --------------------------------------------------------- | ----------------------------------------------------- | ----------------------------- | ----------------------------------------- | ------------------- | ------------------ |
| Capreolus capreolus (Chevreuil européen) (Linnaeus, 1758) | European roe deer                                     | Autochtone                    | Aire de répartition du Chevreuil européen | [ 50 ]              | Chevreuil européen |

## Ordre:Carnivores

### Famille:Canidés
| Nom binominal, nom vulgaire et citation d'auteurs | Nom vulgaire anglais (langue officielle de Gibraltar) | Origine et statut à Gibraltar | Aire de répartition                | Statut UICN mondial | Image       |
| ------------------------------------------------- | ----------------------------------------------------- | ----------------------------- | ---------------------------------- | ------------------- | ----------- |
| Vulpes vulpes (Renard roux) (Linnaeus, 1758)      | Red fox                                               | Autochtone (Réintroduit),     | Aire de répartition du Renard roux | [ 52 ]              | Renard roux |

### Famille:Mustélidés
| Nom binominal, nom vulgaire et citation d'auteurs | Nom vulgaire anglais (langue officielle de Gibraltar) | Origine et statut à Gibraltar | Aire de répartition                      | Statut UICN mondial | Image           |
| ------------------------------------------------- | ----------------------------------------------------- | ----------------------------- | ---------------------------------------- | ------------------- | --------------- |
| Lutra lutra (Loutre commune) (Linnaeus, 1758)     | European otter                                        | Autochtone                    | Aire de répartition de la Loutre commune | [ 53 ]              | Loutre commune  |
| Mustela putorius (Putois d'Europe) Linnaeus, 1758 | European polecat                                      | Autochtone                    | Aire de répartition du Putois d'Europe   | [ 54 ]              | Putois d'Europe |

### Famille:Phocidés
| Nom binominal, nom vulgaire et citation d'auteurs                | Nom vulgaire anglais (langue officielle de Gibraltar) | Origine et statut à Gibraltar         | Aire de répartition                                 | Statut UICN mondial | Image                        |
| ---------------------------------------------------------------- | ----------------------------------------------------- | ------------------------------------- | --------------------------------------------------- | ------------------- | ---------------------------- |
| Monachus monachus (Phoque moine de Méditerranée) (Hermann, 1779) | Mediterranean monk seal                               | Autochtone (Disparu, puis erratique), | Aire de répartition du Phoque moine de Méditerranée | [ 56 ]              | Phoque moine de Méditerranée |

### Famille:Félidés
| Nom binominal, nom vulgaire et citation d'auteurs | Nom vulgaire anglais (langue officielle de Gibraltar) | Origine et statut à Gibraltar | Aire de répartition                 | Statut UICN mondial | Image        |
| ------------------------------------------------- | ----------------------------------------------------- | ----------------------------- | ----------------------------------- | ------------------- | ------------ |
| Felis silvestris (Chat sauvage) Schreber, 1777    | Wildcat                                               | Autochtone                    | Aire de répartition du Chat sauvage | [ 57 ]              | Chat sauvage |